# كتل مزيل الروائح المبولة

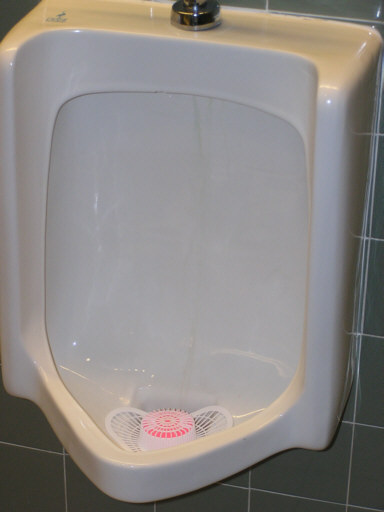
مبولة مع كعكة مبولة

كتل مزيل روائح المبولة والمعروفة باسم (كعكات المبولة، أو بسكويت المبولة) أو مصاصات المرحاض، أو مصاصات الحوض، أو نعناع المبولة، أو كرات المبولة، أو كرات الهوكي، أو كرات المرحاض، أو وهي عبارة عن كتل صغيرة مطهرة توضع في المبولات. وتسمى تلك الكتل التي تحتوي على 1,4-ثنائي كلورو بنزين ب كتل البارا. وإضافة إلى جانب التطهير، فإن الغرض الاساسي من هذه الكتل هو تقليل أو إخفاء الروائح من مبولات الحمامات حيث يتم  وضعها فوق مصرف المبولة، غالبًا تكون في مصيدة بلاستيكية صغيرة (شاشة مبولة) حتى تمنع فقدها في البالوعة عندما تذوب إلى حجم صغير.

## المظهر الخارجي
كتل مزيل الرائحة الكريهة هي عبارة عن أقراص (عادة تكون اسطوانية الشكل).
«خضراء» هي شركة تنتج هذه الكتل بدون ثنائي كلورو بنزين وتنتجها بأشكال وأحجام متنوعة تزن من حوالي 20 جرامًا (0.71 أونصة) إلى حوالي 100 جرام (3.5 أونصة) عندما تكون جديدة.  

## المكونات
تختلف المكونات الكيميائية المكونة لهذه الكتل. التركيبات الأساسية لهذه الكتل كانت بداية من النفثالين وأصبحت لاحقا من شبه ثنائي الكلورو البنزين (pDCB) وكلاهما خطر على الصحة بطريقة الإستنشاق. في بعض المناطق، يحظر كتل شبه ثنائي كلورو البنزين؛ بينما في مناطق أخرى لا تزال كتل ثنائي كلورو البنزين أو «كتل شبه ثنائية» مستخدمة. كتل بارا ثنائي كلورو البنزين والنفتالين لا تذوب بسهولة في الماء أو البول، ولكنها تتسرب بسهولة في الهواء، يؤدي ذلك إلى رائحة حلوة وتأثيرات مضادات العفن والمطهرات.
العديد من الكتل المبولة الآن عبارة عن كتل خالية من ثنائي كلورو البنزين وقابلة للذوبان في الماء مصنوعة من المواد الخافضة للتوتر السطحي، التي توفر فعالية التنظيف النشطة.
الكتل الجديدة القابلة للذوبان في الماء تحسن تنظيف الأنابيب لإزالة بعض أسباب مشاكل الرائحة السيئة. التركيبات الحديثة تتضمن جراثيم بكتيرية وبالشراكة مع قوة التنظيف السطحي، يمكن التخلص تمامًا من الروائح والانسدادات الناتجة عن تراكم المواد الصلبة في المصائد والأنابيب. بعض المصنّعين يدَعون أن هذه «الكتل البيولوجية» يمكن أن تركب بدون الحاجة إلى تدفق مائي.
قوالب المراحيض البديلة تطلق رائحة لطيفة، لكنها تدعم أيضًا تنظيف وتطهير أحواض المراحيض والمباول، على عكس ثنائي كلورو البنزين الذي لا يحتوي على خصائص تنظيف. وظيفة الكتلة تم تحسينها من خلال إشباعها بمركب عطري ومركبات الأمونيوم الرباعية.
بعض الكتل المبولة تحتوي أيضًا على إنزيمات مضافة للمساعدة في هضم التراكم داخل الأنابيب. التنظيف التلقائي أو الثلج يستخدم أحياناَ كبدائل للتنظيف.